# Nadace 11. září
Nadace 11. září je česká organizace, která se zabývá terorismem. Vznikla v roce 2016.

## Historie
Byla založena symbolicky v den 15. výročí teroristických útoků na World Trade Center v New Yorku z 11. září 2001, které navždy změnily svět a vnímání teroristických hrozeb. Její vznik byl oznámen 12. 9. 2016 na tiskové konferenci, které se účastnili mimo jiné předsedkyně správní rady nadace Mgr. Eva Vošická a členové správní rady Gen. Ing. Andor Šándor (v záloze) a Jaroslav Bašta. Zástupci Nadace na tiskové konferenci uvedli, že Nadace 11. září hodlá svým dílem a v rámci svých možností přispět k širšímu porozumění problematice terorismu a ke zmírňování jeho dopadů, a to především prostřednictvím osvěty a vzdělávání. Mezi plány Nadace patří mimo jiné spolupráce s odborníky, jako jsou bývalí příslušníci zpravodajských, policejních a diplomatických služeb, či představitelé akademických kruhů.
Mezi hlavní činnosti Nadace 11. září patří analýzy kořenů terorismu, komparace metod, jak aktuálně čelit teroristickým útokům, a vyhodnocování doporučených způsobů, jak se vyrovnávat s důsledky terorismu. Na těchto poznatcích chce Nadace založit přednášky, odborná školení, legislativní a odborné poradenství, které bude organizovat a poskytovat pro laickou i odbornou veřejnost. Nadace bude též úzce spolupracovat s médii a podporovat vybrané externí aktivity, souladné se svými cíli.